# مثلث (آلة موسيقية)
المثلث (بالإنجليزية: Triangle)‏ نوع من الآلات الموسيقية الذاتية التصويت ينتمي إلى عائلة الآلات الإيقاعية. وهو عبارة عن قضيب معدني، عادة ما يكون من الصلب ولكن في بعض الأحيان المعادن الأخرى مثل النحاس البريليومي، تنحني إلى شكل مثلث.  تُحمل الأداة عادة بحلقة من شكل خيط أو سلك في المنحنى العلوي. "إنها من الناحية النظرية آلة ذات حدة غير محدودة، لأن الحدة الأساسية يحجبه نغماته الفوقية غير المنسجمة."